# Marchélepot-Misery
Marchélepot-Misery est une commune nouvelle française  située dans le département de la Somme, en région Hauts-de-France.
Elle a été constituée par la fusion, le 1er janvier 2019, de  Marchélepot et Misery, qui sont alors devenues des communes déléguées.

## Géographie

### Localisation
Marchélepot-Misery est une commune rurale picarde, constituée du village de Marchélépot et d'une commune déléguée, qui était une commune jusqu'en 2018, Misery.
Elle est située à 42 km à l'est d'Amiens, à 30 km de Saint-Quentin et 50 km au sud d'Arras.
En 2020, les deux communes ont conservé leurs anciens codes postaux, qui restent différents : le code postal de Marchélépot est 80200 tandis qu'à Misery, c'est 80320, le même que Chaulnes.

#### Communes limitrophes
| Fresnes-Mazancourt   | Villers-Carbonnel  | Saint-Christ-Briost |
| Ablaincourt-Pressoir | Marchélepot-Misery | Cizancourt          |
|                      | Hypercourt         |                     |

### Hydrographie
La commune est située dans le bassin Artois-Picardie. Elle n'est drainée par aucun cours d'eau.

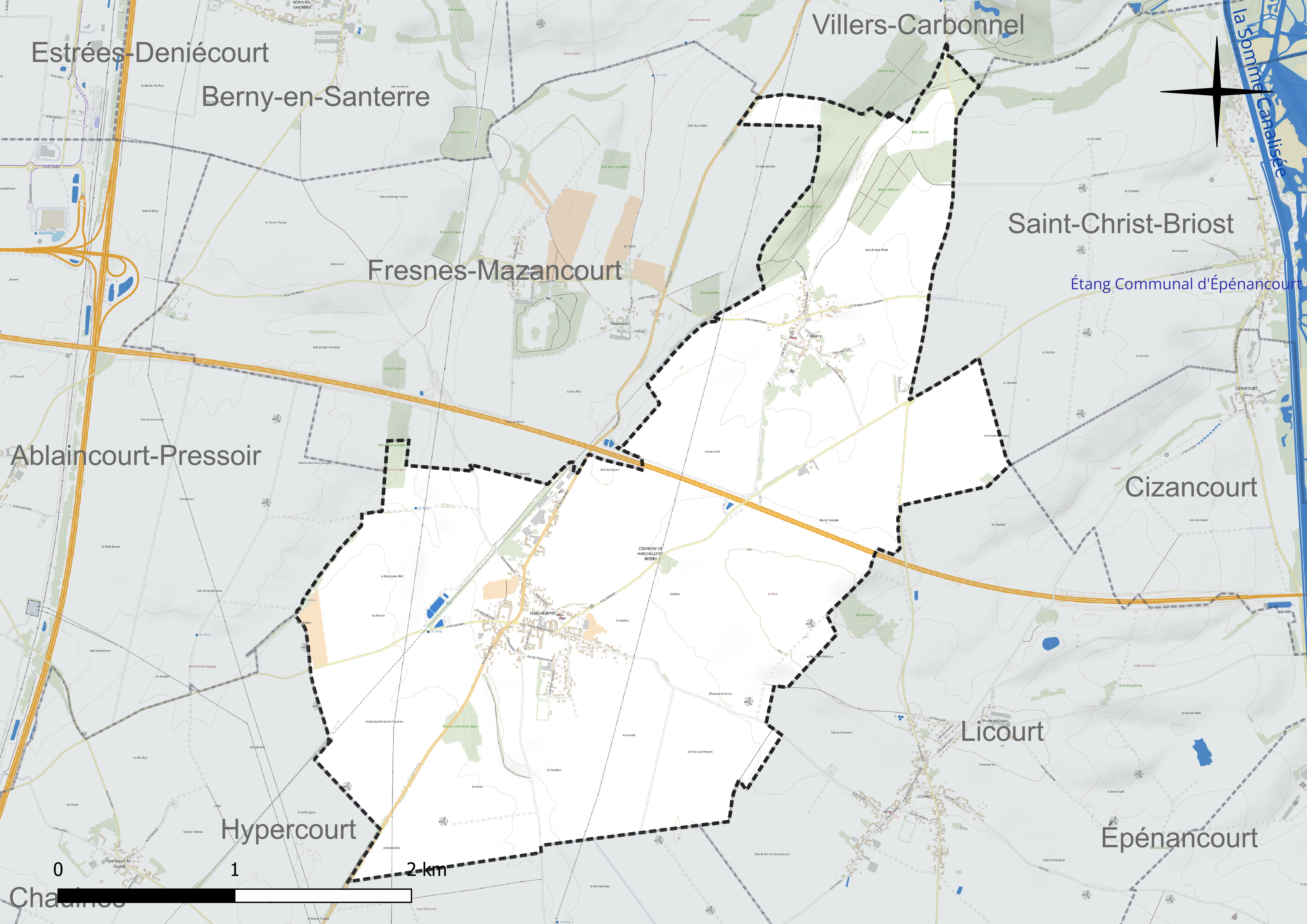
Réseau hydrographique de Marchélepot-Misery.

### Climat
Pour des articles plus généraux, voir Climat des Hauts-de-France et Climat de la Somme.
En 2010, le climat de la commune est de type climat océanique dégradé des plaines du Centre et du Nord, selon une étude du CNRS s'appuyant sur une série de données couvrant la période 1971-2000. En 2020, Météo-France publie une typologie des climats de la France métropolitaine dans laquelle la commune est exposée à un climat océanique et est dans la région climatique Nord-est du bassin Parisien, caractérisée par un ensoleillement médiocre, une pluviométrie moyenne régulièrement répartie au cours de l'année et un hiver froid (3 °C).
Pour la période 1971-2000, la température annuelle moyenne est de 10,4 °C, avec une amplitude thermique annuelle de 14,2 °C. Le cumul annuel moyen de précipitations est de 698 mm, avec 11,7 jours de précipitations en janvier et 8,8 jours en juillet. Pour la période 1991-2020, la température moyenne annuelle observée sur la station météorologique la plus proche, située sur la commune d'Estrées-Mons à 11 km à vol d'oiseau, est de 11,0 °C et le cumul annuel moyen de précipitations est de 647,5 mm,. Pour l'avenir, les paramètres climatiques de la commune estimés pour 2050 selon différents scénarios d'émission de gaz à effet de serre sont consultables sur un site dédié publié par Météo-France en novembre 2022.

## Urbanisme

### Typologie
Au 1er janvier 2024, Marchélepot-Misery est catégorisée commune rurale à habitat dispersé, selon la nouvelle grille communale de densité à sept niveaux définie par l'Insee en 2022.
Elle est située hors unité urbaine et hors attraction des villes,.

### Voies de communication et transports
La commune est desservie par l'ex-RN-17 (actuelle RD 1017). Elle est traversée par l'autoroute A29, dont l'échangeur le plus proche — qui donne également accès à l'autoroute A1 — se trouve sur la commune limitrophe d'Ablaincourt-Pressoir où la gare Gare TGV Haute-Picardie est également localisée.
En 2019, la localité est desservie par les autocars du réseau inter-urbain Trans'80, Hauts-de-France (ligne no 44, Montdidier - Chaulnes - Péronne - Roisel).

## Toponymie
La dénomination de la commune nouvelle est constituée par la juxtaposition du  nom des deux anciennes communes regroupées.
Marchélepot est attesté sous la forme Marcel en 1103.

De la langue d'oïl *mareschel, équivalent du picard maresquel (« petit marais ») et de l'oïl pot : « petit marais du pot ».
Misery est attesté sous la forme apud Miseri en 1209.

## Histoire
La commune est créée au 1er janvier 2019 après une réunion publique qui a eu lieu le 15 septembre 2018 et un vote favorable des conseils municipaux des communes concernées, par un arrêté préfectoral du 28 septembre 2018.

## Politique et administration

### Rattachements administratifs et électoraux
La commune se trouve dans l'arrondissement de Péronne du département de la Somme et dans son canton de Ham.
Pour l'élection des députés, la commune fait partie de la cinquième circonscription de la Somme

### Intercommunalité
La commune fait partie de la communauté de communes Terre de Picardie, un établissement public de coopération intercommunale (EPCI) à fiscalité propre auquel la commune a transféré un certain nombre de ses compétences, dans les conditions déterminées par le code général des collectivités territoriales..

### Liste des maires
| Période      | Période                       | Identité     | Étiquette | Qualité |
| ------------ | ----------------------------- | ------------ | --------- | --- |
| janvier 2019 | En cours (au 16 janvier 2020) | Didier Potel |           | Agriculteur Maire de Marchélepot (2001 → 2016) Conseiller départemental de Ham (2016 → 2021) Vice-président de la CC Terre de Picardie (2017 → 2020) Réélu pour le mandat 2020-2026, |

### Communes déléguées
| Nom                 | Code Insee | Intercommunalité     | Superficie (km2) | Population (dernière pop. légale) | Densité (hab./km2) |
| ------------------- | ---------- | -------------------- | ---------------- | --------------------------------- | ------------------ |
| Marchélepot (siège) | 80509      | CC Terre de Picardie | 5,27             | 472 (2016)                        | 90                 |
| Misery              | 80551      | CC Terre de Picardie | 3,28             | 128 (2016)                        | 39                 |

Pour la mandature 2020-2026, Thierry Lefebvre, 70 ans, retraité, a été élu maire délégué de Misery.

## Population et société

### Démographie
| 1968 | 1975 | 1982 | 1990 | 1999 | 2006 | 2011 | 2016 |
| ---- | ---- | ---- | ---- | ---- | ---- | ---- | ---- |
| 455  | 398  | 459  | 530  | 522  | 563  | 606  | 600  |

### Manifestations culturelles et festivités
- Pour rebooster la fête du village de Marchélepot, le 23 juin, la municipalité a décidé de proposer une kermesse de la bière en alternance, une année sur deux, avec Licourt[12].

- La fête de Misery a lieu le premier week-end du mois d'août[12].

## Culture locale et patrimoine

### Lieux et monuments
Le patrimoine est constitué de celui des deux communes regroupées.

### Personnalités liées à la commune
- Fernand Quentin,  charron à Marchélepot a conçu avec le péronnais Paul Raverdel, mécanicien dans l'aéronautique, une bicyclette aérienne de moins de 30 kilos. Elle pouvait décoller et voler à une vitesse de 18 km/h[23].